# Шупосі (Великосундирське сільське поселення)
Шупо́сі (рос. Шупоси, чув. Шупуç) — присілок у Чувашії Російської Федерації, у складі Великосундирського сільського поселення Моргауського району.
Населення — 265 осіб (2010; 274 в 2002, 480 в 1979; 316 в 1939, 344 в 1926, 318 в 1906, 202 в 1858). Національний склад — чуваші, росіяни.

## Історія
Історичні назви — Шубаєв, Шубоси. Утворився як околоток присілку Корчакова Друга (нині не існує). До 1866 року селяни мали статус державних, займались землеробством, тваринництвом, ковальством, виробництвом цегли та взуття. 15 жовтня 1885 року відкрито парафіяльну школу. 1929 року утворено колгосп «Комунар». До 1920 року присілок перебував у складі Татаркасинської волості Козьмодемьянського, до 1927 року — Чебоксарського повіту. 1927 року присілок переданий до складу Татаркасинського району, 1939 року — до складу Сундирського, 1962 року — до складу Ядрінського, 1964 року — до складу Моргауського району.

## Господарство
У присілку діють фельдшерсько-акушерський пункт, клуб, стадіон, магазин.